# Luigi Traglia
Luigi Traglia (Albano Laziale, 3 aprile 1895 – Roma, 22 novembre 1977) è stato un cardinale e arcivescovo cattolico italiano, vicario di Roma e decano del Collegio cardinalizio.

## Biografia
Nato a Albano Laziale il 3 aprile 1895 da Antonio Traglia e Giuditta Crollari, fu alunno dell'Almo collegio Capranica in Roma e studiò presso la Pontificia Università Gregoriana e la Pontificia Università Lateranense.
Venne ordinato sacerdote, il 10 agosto 1917, dal cardinale vicario Basilio Pompilj, iniziando ben presto a collaborare con vari uffici della Curia romana.
Venne nominato, il 16 gennaio 1928 cameriere segreto soprannumerario, il 18 agosto 1930  assessore e sottopromotore della Fede presso la Sacra Congregazione dei Riti, il 22 febbraio 1932 prelato domestico, infine, il 17 settembre 1936, prelato uditore della Sacra Romana Rota.
Pio XI lo elesse, il 20 dicembre 1936, arcivescovo titolare di Cesarea di Palestina e vicegerente della diocesi di Roma.
Ricevette la consacrazione episcopale il 6 gennaio 1937 nella basilica di San Giovanni in Laterano dal cardinale vicario Francesco Marchetti Selvaggiani, coadiuvato da Domenico Spolverini, arcivescovo titolare di Larissa di Tessalia e rettore del Pontificio Seminario Romano Maggiore, e da Angelo Calabretta, vescovo di Noto.
Successivamente divenne anche canonico lateranense e, il 7 ottobre 1953, assistente al Soglio Pontificio.

Il cardinale Luigi Traglia alla cerimonia di benedizione della prima pietra della chiesa di Gesù Divino Maestro nel quartiere Balduina a Roma

Morto il cardinale Marchetti Selvaggiani nel 1951, collaborò con il nuovo vicario di Roma, il cardinale Clemente Micara, venendo creato cardinale da Giovanni XXIII, nel concistoro del 28 marzo 1960, del titolo di Sant'Andrea della Valle, e nominato, lo stesso giorno, pro-vicario generale della diocesi di Roma.
Partecipò a tutte le sessioni del Concilio Ecumenico Vaticano II e prese parte al Conclave del 1963.
Fu pro-presidente della Conferenza Episcopale Italiana dal 12 agosto 1964 al 31 agosto 1965.
Alla morte del cardinale Micara, Paolo VI lo nominò, il 30 marzo 1965, suo cardinale vicario, ufficio che ricoprì per meno di tre anni, in quanto vi rinunziò, il 9 gennaio 1968, venendo nominato, il 13 dello stesso mese, cancelliere di Santa Romana Chiesa e optando, il 28 aprile 1969, per il titolo di San Lorenzo in Damaso, tradizionalmente assegnato al cancelliere di S.R.C. Rinunziò a questo ufficio il 7 febbraio 1973, pochi giorni prima dell'abolizione di tale carica.
Divenne cardinale vescovo del titolo suburbicario di Albano il 15 marzo 1972, sottodecano del Sacro Collegio dei Cardinali il 24 dello stesso mese e decano il 7 gennaio 1974, unendo al titolo di Albano quello di Ostia. Il 12 dicembre seguente, in qualità di decano, ricevette il pallio da papa Paolo VI.
Morì in Roma il 22 novembre 1977.
È sepolto nella basilica di San Lorenzo in Damaso.
Negli anni in cui fu vicegerente della diocesi di Roma, poi pro-vicario, di Roma conferì l'ordinazione sacerdotale a numerosi seminaristi, italiani e stranieri; tra di essi un buon numero divenne successivamente vescovo, alcuni anche cardinale.
Questi ultimi sono: Agnelo Rossi, Julius August Döpfner, Giovanni Canestri (che poi consacrerà anche vescovo), Salvatore Pappalardo, Ernesto Corripio y Ahumada, Raúl Francisco Primatesta, Mario Revollo Bravo, Marco Cé, Serafim Fernandes de Araújo, Jozef Tomko, Eduardo Martínez Somalo, Alexandre do Nascimento, Andrea Cordero Lanza di Montezemolo, Camillo Ruini, William Henry Keeler, Audrys Juozas Bačkis, Seán Baptist Brady.

## Genealogia episcopale e successione apostolica
La genealogia episcopale è:
- Cardinale Scipione Rebiba
- Cardinale Giulio Antonio Santori
- Cardinale Girolamo Bernerio, O.P.
- Arcivescovo Galeazzo Sanvitale
- Cardinale Ludovico Ludovisi
- Cardinale Luigi Caetani
- Cardinale Ulderico Carpegna
- Cardinale Paluzzo Paluzzi Altieri degli Albertoni
- Papa Benedetto XIII
- Papa Benedetto XIV
- Papa Clemente XIII
- Cardinale Marcantonio Colonna
- Cardinale Giacinto Sigismondo Gerdil, B.
- Cardinale Giulio Maria della Somaglia
- Cardinale Carlo Odescalchi, S.I.
- Vescovo Eugène de Mazenod, O. M. I.
- Cardinale Joseph Hippolyte Guibert, O. M. I.
- Cardinale François-Marie-Benjamin Richard de la Vergne
- Cardinale Pietro Gasparri
- Cardinale Francesco Marchetti Selvaggiani
- Cardinale Luigi Traglia

La successione apostolica è:
- Arcivescovo Carlo Maccari (1961)
- Vescovo Filippo Pocci (1961)
- Cardinale Giovanni Canestri (1961)
- Arcivescovo Vittore Ugo Righi (1961)
- Arcivescovo Michele Federici (1962)
- Vescovo Renato Spallanzani (1964)
- Arcivescovo Luigi Rovigatti (1966)
- Vescovo Plinio Pascoli (1966)
- Vescovo Giuseppe Lanave (1969)